# Leopoldsorde (België)

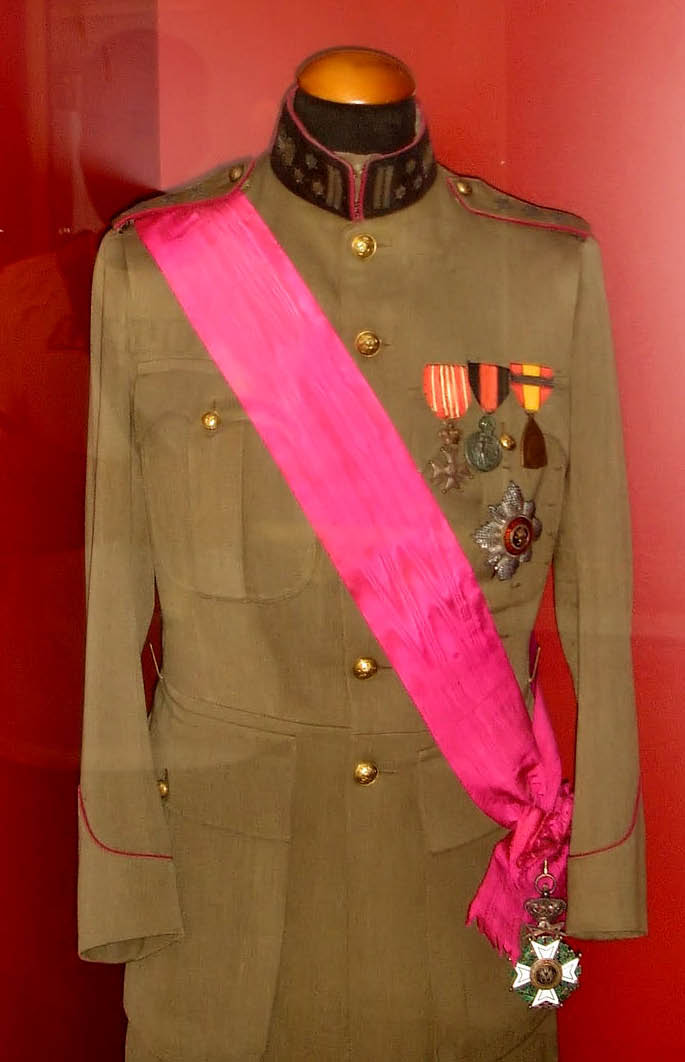
Het uniform van koning Albert I

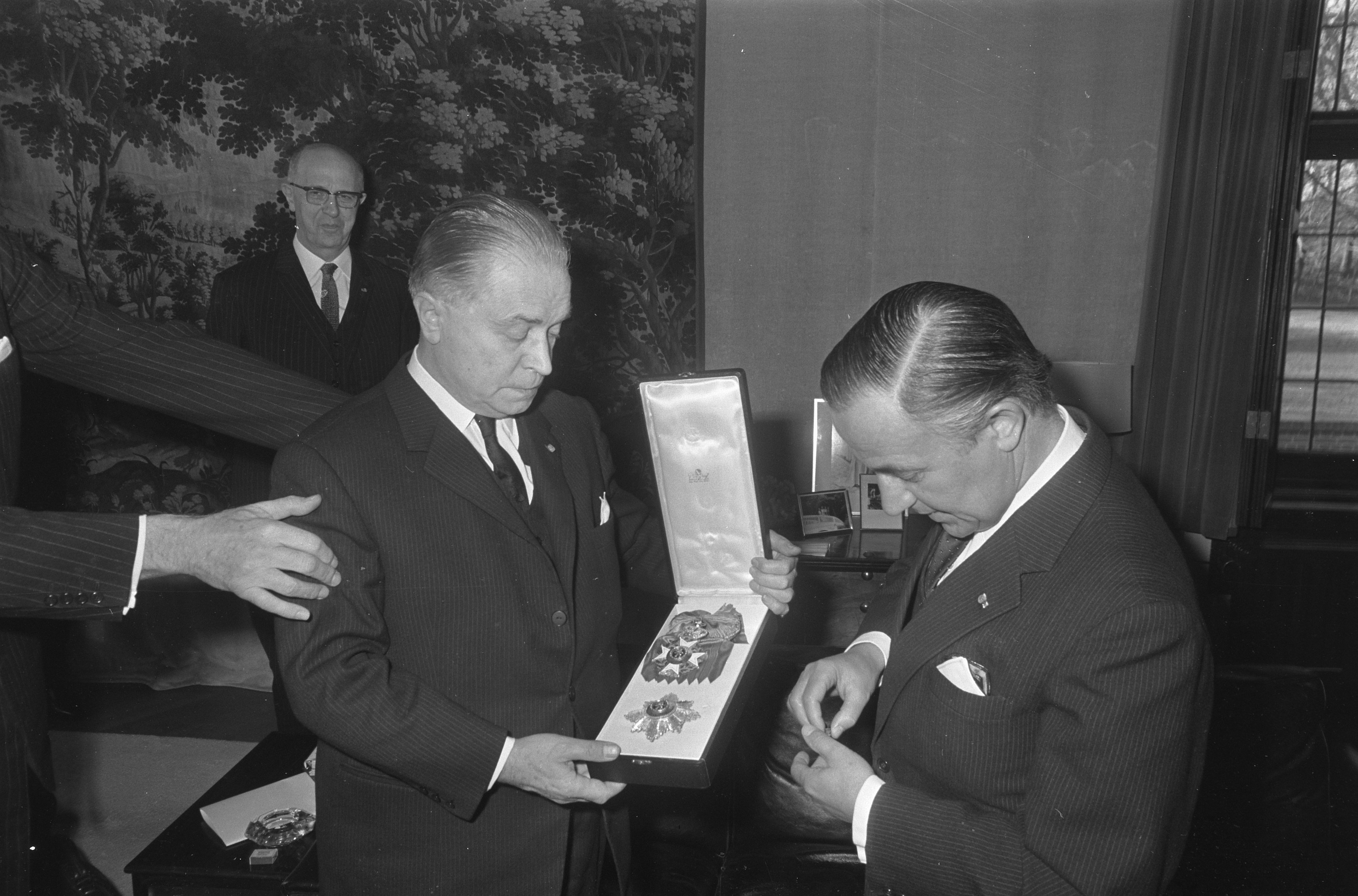
Minister-president Piet De Jong (rechts) ontvangt op Catshuis het grootlint in de Leopoldsorde van eerste minister Gaston Eyskens

De keten van de Leopoldsorde versiert het wapenschild van de koninklijke familie, sinds 2019.

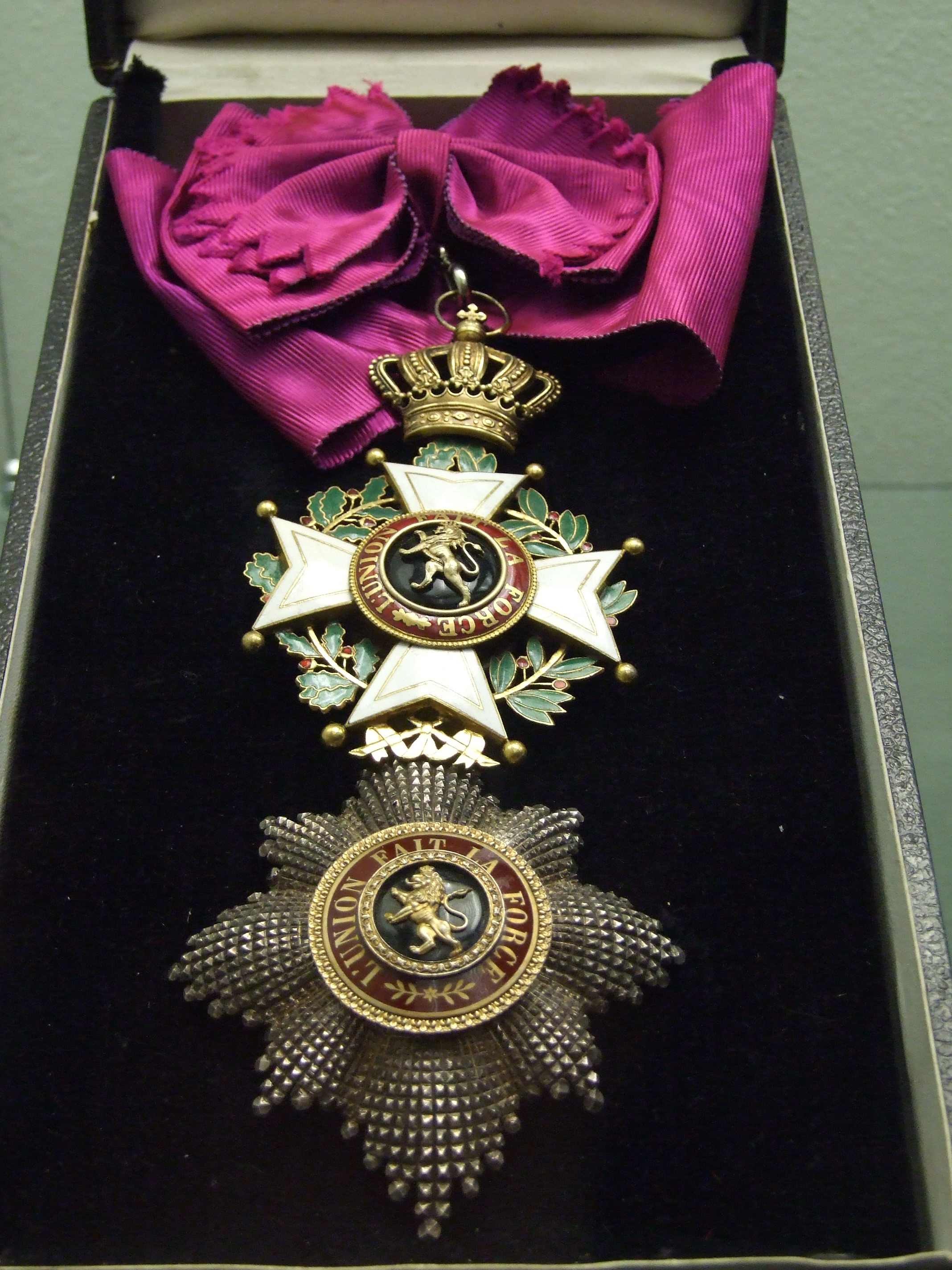
De ster van een grootlint in de Leopoldsorde

De Leopoldsorde (Frans: Ordre de Léopold) is een van de drie (vroeger vijf) nationale Belgische orden, naast de Kroonorde en de Orde van Leopold II. De orde is de belangrijkste en hoogste Belgische onderscheiding. De leden van de Leopoldsorde zijn verenigd in de Vereniging van de Leopoldsorde.

## Geschiedenis
De Leopoldsorde is de eerste en oudste Belgische orde. Zij werd ingesteld in 1832 door Leopold I, koning der Belgen, als orde van verdienste en dynastieke orde.
Op 8 juni 1832 stelde Félix de Mérode, minister van Staat, de oprichting van een nationale orde, genaamd Ordre de l’Union voor. Na onderzoek door een commissie, werd besloten de benaming Ordre de Léopold (Leopoldsorde) te kiezen, met als devies "L’Union fait la Force/Eendracht maakt Macht", een vrije vertaling van het devies van de Brabantse Omwenteling van 1789 "In Unione Salus", en vanouds het devies van de Staten-Generaal.
De Kamer aanvaardde het voorstel op 6 juli met 37 tegen 35 stemmen. Een minderheid van de volksvertegenwoordigers wilde de creatie van een uitsluitend militaire orde, waarvan artikel 76 van de Grondwet het privilege aan de Koning voorbehield. De Senaat keurde het voorstel goed op 9 juli en op 11 juli 1832 werd de, nog zeer vrijblijvend geformuleerde, wet afgekondigd.
Oorspronkelijk bestond de orde uit twee categorieën, een burgerlijke en een militaire, en vier klassen: ridders, officieren, commandeurs en grootlintdragers. In 1838 richtte een koninklijk besluit een vijfde klasse op, deze van grootofficier. Datzelfde jaar vertrouwde een ander koninklijk besluit (8 november) het beheer van de orde aan het departement Buitenlandse Zaken toe.
In de 19e eeuw gebruikte de koning deze orde bij huwelijksgebeurtenissen als diplomatiek geschenk. In 1900 tijdens het huwelijk van prinses Elisabeth en prins Albert in München, werd de minderjarige broer van de bruid, prins Lodewijk Willem in Beieren het grootlint geschonken door koning Leopold II. Het dynastieke karakter van de orde zet zich verder: koning Filip verkreeg het grootlint van zijn oom op 24 april 1990 naar aanleiding van zijn 30e verjaardag, en prinses Elisabeth verkreeg het grootlint als 18e verjaardagsgeschenk.

## Versiering
De borstster bestaat uit een stralenschild met twee gekruiste degens met daaromheen het motto L'union Fait la Force, het tien centimeter brede grootlint, dat uit paars moirée satijn wordt vervaardigd, wordt over de rechterschouder gedragen en eindigt linksonder met een grote strik die het versiersel draagt met een wit Maltezer Kruis en een vergulde kroon. Voor de dames bestaat er een kleinere versie.
Het is niet bekend wie de Leopoldsorde heeft ontworpen. Men noemt koning Leopold zelf en ook zijn juwelier Joseph Germain Dutalis. De eerste versierselen werden in augustus 1832 besteld. Men trok daar 60.000 frank, nu ongeveer 250.000 euro, voor uit. De eerste officiële tekeningen zijn bij Koninklijk Besluit van 7 september 1839 gevoegd.
Op 2 september 1832 werd het eerste ridderkruis ten paleize in Brussel bezorgd. De koning hield de kruisen zelf in depot maar verwachtte dat het Ministerie van Buitenlandse Zaken de rekening zou betalen. Dat ministerie was ontevreden omdat het niet over onderscheidingen beschikte en de juweliers liepen van het spreekwoordelijke kastje naar de muur.
Voor het huwelijk van koning Leopold met prinses Louise van Orléans op 9 augustus 1832 waren er nog geen onderscheidingen beschikbaar. Het bleef bij "papieren" benoemingen. De getuigen en de schoonfamilie werden pas in april 1833 in het bezit van hun versierselen gesteld.
De eerste verlening binnen België vond op 9 december 1832 plaats. Het Franse leger voltooide op dat moment de aanval op de citadel van Antwerpen, dat nog in handen van het Nederlandse regeringsleger was. De zwaargewonde Franse genie-soldaat Ausseil werd de eerste ridder in de Leopoldsorde. Er was voor hem een ridderkruis beschikbaar dat nu in de verzameling van het Koninklijk Museum van het Leger in Brussel wordt bewaard. In januari volgden de burgemeesters van Antwerpen en Brussel als eerste Belgische ridders. Voor hun rol bij de opstand werden in 1832 en 1833 vierhonderd Fransen met een Leopoldsorde gedecoreerd; 385 Belgen ontvingen het ridderkruis voor hun inzet.
Kapitein der genie Henri Hallart is op 7 januari 1833 de eerste Belgische drager van een Leopoldsorde met de zwaarden.
De Leopoldsorde was voor de elite bestemd. Voor de kleinere burgers die in september 1830 in opstand waren gekomen werd op 30 december 1830 een Belgisch IJzeren Kruis ingesteld. Daarvan werden 1635 stuks uitgereikt.

## De nestels
Aan militairen worden ook wel nestels in de purper-rode kleur van de Leopoldsorde toegekend. Dat gebeurde met alle Belgische veteranen van de Koreaanse Oorlog.

## Gradatie
De orde is onderverdeeld in vijf graden waaraan een titel is verbonden.
Grootmeester
De grootmeester van de orde is de koning der Belgen.
Daarnaast zijn er:
 Grootlint
Grootlinten, het is ook de naam van de graad, dragen het grootkruis aan een keten of een grootlint en de ster van de orde op de linkerborst.
 Grootofficier
De sinds 1839 ingevoerde grootofficier draagt, op de linkerborst, een min of meer vierkante plaque.
 Commandeur
De commandeur draagt een kleinood aan een lint om de hals.
 Officier
De officier draagt een kleinood aan een lint met rozet op de linkerborst.
 Ridder
De ridder draagt een kleinood, maar van zilver in plaats van goud, aan een lint op de linkerborst.
De orde heeft een civiele, een militaire en een maritieme afdeling en wordt door het Ministerie van Buitenlandse Zaken geadministreerd. De toekenning van de onderscheidingen gebeurt op 8 april (geboortedag van koning Albert I) en op 15 november (Koningsdag).

## Galerij

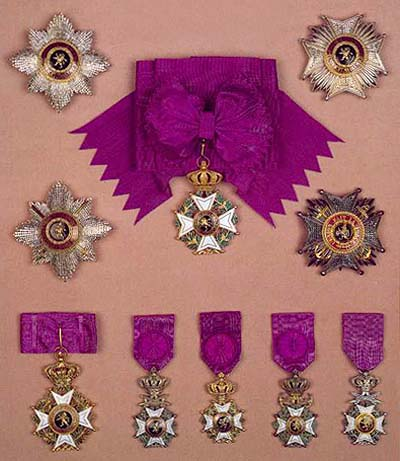
Verschillende graden, met versierselen
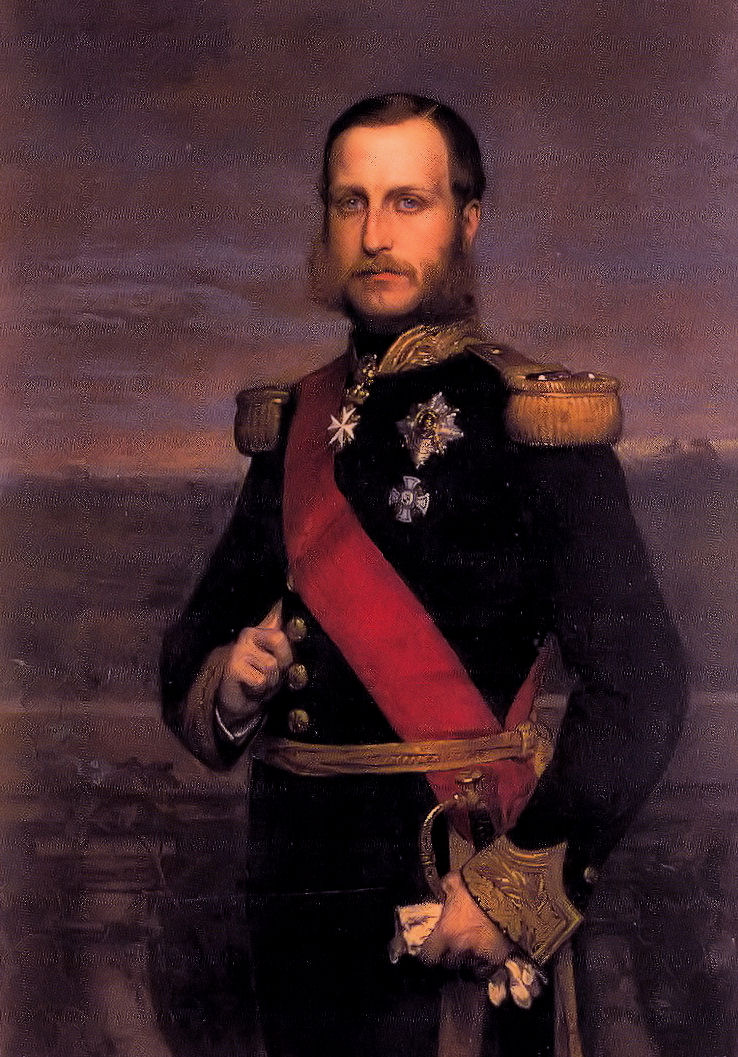
een portret van de graaf van Vlaanderen
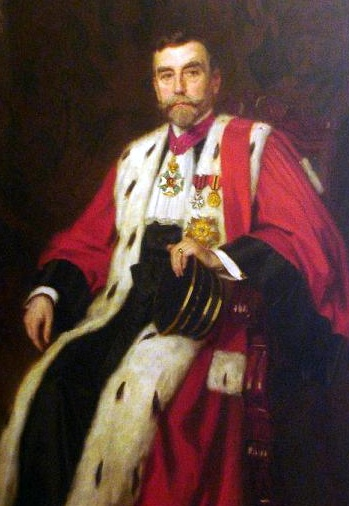
een portret van voorzitter de la Kethulle de Ryhove
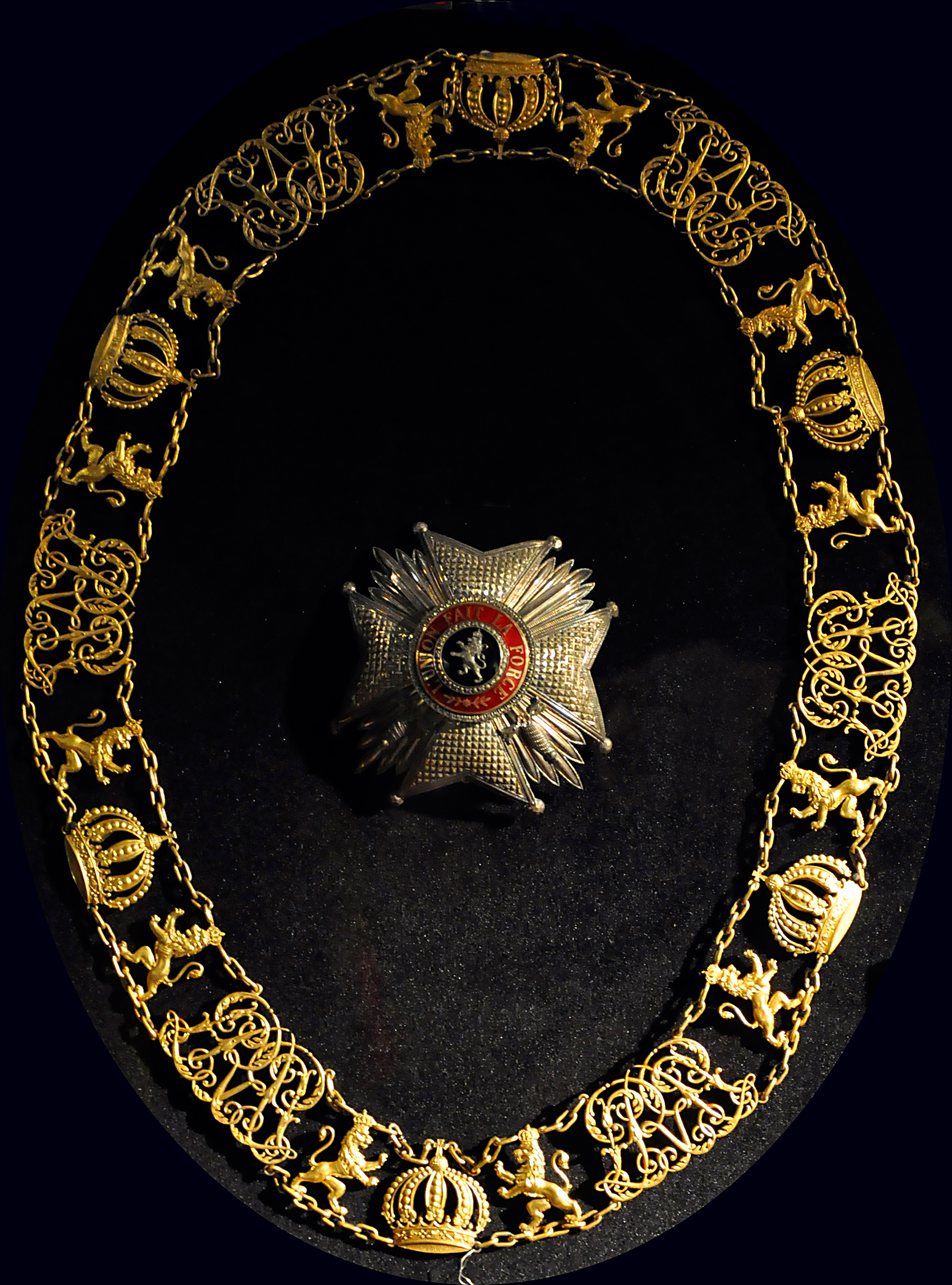
De keten, uit goud. Verzameling Grand Curtius, Luik.

## Dragers van eretekens
Uit de Wet betreffende de toekenning van eervolle onderscheidingen in de Nationale Orden
§ 3. Elk voorstel tot toekenning van het <Grootlint> in de Leopoldsorde dat niet tot de exclusieve bevoegdheid van de minister die bevoegd is voor Buitenlandse Zaken behoort, moet, na advies van het Kabinet van de Koning en gunstig advies van de minister, ter goedkeuring worden voorgelegd aan de Ministerraad, met uitzondering van de belangrijke toekenningen bedoeld in artikel 3...Art. 12. De voorstellen tot toekenning van onderscheidingen aan verkozen publieke mandatarissen, ongeacht het bevoegdheidsniveau, worden slechts voorgelegd aan de Koning na grondige controle door de bevoegde overheidsdienst...Art. 9. De weigering van een eervolle onderscheiding in de Nationale Orden door de betrokkene is onherroepelijk en heeft tot gevolg dat de betrokkene niet meer voor een benoeming of bevordering in deze Orden kan worden voorgedragen... Art. 16. Het ereteken mag worden gedragen zodra de Koning het toekenningsbesluit heeft ondertekend.